# 小行星21510
小行星21510（21510 Chemnitz）是一颗绕太阳运转的小行星，为主小行星带小行星。该小行星于1998年5月22日发现。

## 轨道参数
小行星21510的轨道半长轴为2.7514012 UA，离心率为0.099。